# ミツワ歌のプレゼント
『ミツワ歌のプレゼント』（ミツワうたのプレゼント）は、1964年11月7日から1965年1月30日までTBS系列局で放送されていたTBS製作の歌謡番組である。ミツワ石鹸（現・P&G）の一社提供。

## 概要
宮尾たか志が司会を務めていた公開番組。2部構成の番組で、番組前半はゲスト1人の過去や秘密を探るコーナー、番組後半は2人の歌手がセッションをするコーナーという構成になっていた。

## 放送時間
TBSほかでは毎週土曜 19:30 - 20:00 （日本標準時）に放送されていたが、同時間帯に自社製作ドラマ『部長刑事』を放送していた朝日放送では3日遅れでの毎週火曜 19:30 - 20:00 （日本標準時）にミツワ石鹸の一社提供によるスポンサードネットで放送されていた。
| TBS系列 土曜19:30枠 【本番組までミツワ石鹸一社提供枠】 ※朝日放送を除く  | TBS系列 土曜19:30枠 【本番組までミツワ石鹸一社提供枠】 ※朝日放送を除く | TBS系列 土曜19:30枠 【本番組までミツワ石鹸一社提供枠】 ※朝日放送を除く          |
| 前番組                                                                  | 番組名                                                                 | 次番組                                                                          |
| ----------------------------------------------------------------------- | ---------------------------------------------------------------------- | ------------------------------------------------------------------------------- |
| ミツワデラックスクイズ ショー・ダウン （1964年4月4日 - 1964年10月24日） | ミツワ歌のプレゼント （1964年11月7日 - 1965年1月30日）                 | 青春をぶっつけろ! （朝日放送制作・先行ネット） （1965年2月6日 - 1965年7月31日） |